# Talents2Kin
 (juin 2025).
 (juin 2025).
Si vous disposez d'ouvrages ou d'articles de référence ou si vous connaissez des sites web de qualité traitant du thème abordé ici, merci de compléter l'article en donnant les références utiles à sa vérifiabilité et en les liant à la section « Notes et références ».
 (juin 2025).
La mise en forme du texte ne suit pas les recommandations de Wikipédia : il faut le « wikifier ».
Les points d'amélioration suivants sont les cas les plus fréquents. Le détail des points à revoir est peut-être précisé sur la page de discussion.
- Les titres sont pré-formatés par le logiciel. Ils ne sont ni en capitales, ni en gras.
- Le texte ne doit pas être écrit en capitales (les noms de famille non plus), ni en gras, ni en italique, ni en « petit »…
- Le gras n'est utilisé que pour surligner le titre de l'article dans l'introduction, une seule fois.
- L'italique est rarement utilisé : mots en langue étrangère, titres d'œuvres, noms de bateaux, etc.
- Les citations ne sont pas en italique mais en corps de texte normal. Elles sont entourées par des guillemets français : « et ».
- Les listes à puces sont à éviter, des paragraphes rédigés étant largement préférés. Les tableaux sont à réserver à la présentation de données structurées (résultats, etc.).
- Les appels de note de bas de page (petits chiffres en exposant, introduits par l'outil «  Source ») sont à placer entre la fin de phrase et le point final[comme ça].
- Les liens internes (vers d'autres articles de Wikipédia) sont à choisir avec parcimonie. Créez des liens vers des articles approfondissant le sujet. Les termes génériques sans rapport avec le sujet sont à éviter, ainsi que les répétitions de liens vers un même terme.
- Les liens externes sont à placer uniquement dans une section « Liens externes », à la fin de l'article. Ces liens sont à choisir avec parcimonie suivant les règles définies. Si un lien sert de source à l'article, son insertion dans le texte est à faire par les notes de bas de page.
- La présentation des références doit suivre les conventions bibliographiques. Il est recommandé d'utiliser les modèles {{Ouvrage}}, {{Chapitre}}, {{Article}}, {{Lien web}} et/ou {{Bibliographie}}. Le mode d'édition visuel peut mettre en forme automatiquement les références.
- Insérer une infobox (cadre d'informations à droite) n'est pas obligatoire pour parachever la mise en page.

Pour une aide détaillée, merci de consulter Aide:Wikification.
Si vous pensez que ces points ont été résolus, vous pouvez retirer ce bandeau et améliorer la mise en forme d'un autre article.
Talents2kin est un média numérique fondé en 2011 à Kinshasa, en République démocratique du Congo. Il couvre principalement la scène culturelle urbaine congolaise, notamment dans les domaines de la musique, de la mode, du divertissement et du sport.
Depuis sa création, Talents2kin développe une ligne éditoriale tournée vers la jeunesse, en valorisant des parcours de création portés par de jeunes artistes et en relayant des contenus liés à leurs productions, projets ou événements. Au fil du temps, ses thématiques se sont élargies à des enjeux sociaux contemporains tels que l'éducation, le numérique ou la santé mentale, tout en conservant une approche ancrée dans l'univers culturel.

## Historique et mission

### Contexte
À la fin des années 2000, la scène musicale congolaise était principalement dominée par des genres traditionnels tels que la rumba, le ndombolo et le coupé-décalé. En parallèle, la musique urbaine produite par les Congolais souffrait d'une perception négative au sein de la société: elle était souvent associée à une mauvaise moralité et marginalisée par les médias traditionnels. Cette absence de reconnaissance médiatique limitait fortement la visibilité des artistes issus de ce courant.
Un tournant s'est amorcé en 2010 avec le lancement de l'émission Vodacom Super Star, un télé-crochet qui a contribué à populariser la musique urbaine locale en suscitant un nouvel intérêt auprès du public congolais. Toutefois, malgré ce premier élan, l'image de cette scène musicale restait encore à légitimer.
C'est dans ce contexte que naît Talents2kin, initialement conçu comme un blog de veille culturelle. Le projet visait à combler le vide médiatique autour des jeunes artistes en documentant et en valorisant leurs productions. La plateforme a progressivement évolué vers une activité de publication plus régulière, s'inscrivant dans le paysage médiatique culturel congolais.
Sa mission principale est de donner de la visibilité aux artistes peu médiatisés, de suivre l'évolution de la scène artistique, en particulier urbaine, et de servir de relais entre les créateurs et le public. Le média adopte une ligne éditoriale orientée vers la jeunesse, avec une présence active sur les événements culturels organisés à Kinshasa.

## Activités et initiatives

### Promotion des artistes
Talents2kin s'efforce de promouvoir les jeunes artistes issus de la scène culturelle congolaise, notamment dans les domaines des musiques urbaines, du hip-hop et de la pop locale. La plateforme a couvert, dans leurs premières années d’activité , des artistes tels que Innoss'B, MPR, Rebo Tchulo, Gally Garvey, Bazzarba, Gaz Fabilouss, Sholo , Leoniss , parmi d'autres, à travers la diffusion de contenus liés à leurs œuvres.
En 2017, Talents2kin figure parmi les premiers médias à avoir relayé la sortie de Etiké, présenté comme le premier album de slam congolais, signé Peter Komondua. L’album, centré sur les thématiques de marginalisation sociale, a été distribué en ligne, notamment via la plateforme Talents2kin.

### Coproductions et événements culturels
Le média a pris part à l'organisation du concert du groupe Bana C4 à Kinshasa en 2014, au cours duquel l’artiste Hiro s’est lancé en solo. 
En 2015, il contribue à l’organisation du premier concert à Kinshasa du rappeur franco-congolais Youssoupha, et l’année suivante, lance une compilation intitulée Talents2kin Vol. 1, rassemblant des artistes de la scène urbaine congolaise,.

### Partenariats culturels
En 2023, Talents2kin collabore avec l'ambassade des États-Unis dans le cadre du programme Arts Envoy, donnant lieu à la chanson Mwasi Telema, créée lors d'ateliers de co-création menés par des artistes congolais et américains.

### Accompagnement de projets
Talents2kin propose également un accompagnement aux artistes et porteurs de projets, notamment en communication, production de contenus audiovisuels, et mise en réseau. Ces actions visent à renforcer les capacités de communication et de diffusion des artistes locaux..

## Diversification
Initialement centré sur la musique, Talents2kin s'ouvre à d'autres formes d'expression: mode, stand-up, photographie, slam, design. L’usage du numérique permet la création de formats innovants (capsules, mini-docs) facilitant la diffusion de contenus dans un contexte où l'accès aux canaux traditionnels reste limité.
Le média s'inscrit ainsi comme un observateur actif du champ culturel local, relayant aussi bien des projets que des réflexions sur la création, les métiers artistiques, et les dynamiques sociales qui traversent la scène artistique à Kinshasa.

## Impact
Talents2kin est identifié par certains observateurs comme un contributeur à la visibilité de la scène culturelle en République démocratique du Congo. Par sa visibilisation des initiatives et son rôle de passeur entre artistes, public et institutions, il participe à la structuration de l'écosystème artistique congolais.
En 2020, Talents2Kin a reçu le prix de « Média culturel de l’année » lors de la Soirée des Arts II à Kinshasa, dans le cadre des Prix Lokumu, renforçant sa reconnaissance comme acteur majeur du paysage médiatique culturel en RDC,.